# Glaresis carthagensis
Glaresis carthagensis är en skalbaggsart som beskrevs av Rudolph Petrovitz 1968. Glaresis carthagensis ingår i släktet Glaresis och familjen Glaresidae. Inga underarter finns listade i Catalogue of Life.